# Vasylkivska
Vasylkivska (Oekraïens: Васильківська) is een station van de metro van Kiev dat op 15 december 2010 is geopend.